# Allievo ufficiale elettrotecnico

Grado su tubolare per
allievo ufficiale elettrotecnico
della Marina mercantile italiana

Quello di allievo ufficiale elettrotecnico (in inglese: electro-technical cadet, electro-technical officer cadet oppure apprentice electro-technical officer) è sia una qualifica professionale, sia un grado della gerarchia di bordo delle navi della marina mercantile.

## Requisiti
L'allievo ufficiale elettrotecnico imbarca in attività di addestramento nei servizi attribuiti agli ufficiali elettrotecnici a bordo di navi dotate di apparato motore principale di potenza pari o superiore a 750 kW e deve possedere i seguenti requisiti:
- essere iscritto nelle matricole della gente di mare di prima categoria;
- aver compiuto il diciottesimo anno di età;
- essere in possesso di un diploma di scuola secondaria quinquennale ad indirizzo elettrico ed elettronico e/o meccanica, meccatronica ed energia, ovvero di un diploma di scuola secondaria di II ciclo dell'istituto tecnico indirizzo trasporti e logistica opzioni conduzione apparati e impianti marittimi, che fornisce le conoscenze di cui alla sezione A-III/6 del codice STCW, riconosciuto dal Ministero delle infrastrutture e dei trasporti;
- aver frequentato, con esito favorevole, il corso dell'addestramento di base (basic safety training) e il corso di addestramento di security per i lavoratori marittimi e il corso della familiarizzazione alla security per l'equipaggio (security awareness).

L'allievo ufficiale elettrotecnico riceve al momento dell'imbarco dalla compagnia di navigazione un libretto di addestramento conforme alle disposizioni impartite dal Ministero delle infrastrutture e dei trasporti, secondo la regola III/6 della Convenzione STCW e della sezione A-III/6 del codice STCW.

## Organizzazione gerarchica
L'organizzazione della nave prevede una gerarchia la quale comprende (in ordine dal più basso al più alto):
- allievo ufficiale elettrotecnico
- terzo ufficiale elettrotecnico
- secondo ufficiale elettrotecnico
- primo ufficiale elettrotecnico

### Fonti normative internazionali
- Legge 21 novembre 1985, n. 739, in materia di "Adesione alla convenzione del 1978 sulle norme relative alla formazione della gente di mare, al rilascio dei brevetti ed alla guardia."
- Decreto del presidente della Repubblica 8 novembre 1991, n. 435, in materia di "Approvazione del regolamento per la sicurezza della navigazione e della vita umana in mare."
- Decreto legislativo 7 luglio 2011, n. 136, in materia di "Attuazione della direttiva 2008/106/CE concernente i requisiti minimi di formazione per la gente di mare."
- Decreto legislativo 12 maggio 2015, n. 71, in materia di "Attuazione della direttiva 2012/35/UE, che modifica la direttiva 2008/106/CE, concernente i requisiti minimi di formazione della gente di mare."

### Testi
- Serena Cantoni,  Sali a bordo. Perché scegliere la carriera marittima (archiviato dall'url originale il 3 giugno 2016).. Ministero dei trasporti e della navigazione, Roma.
- (EN)  Maritime and Coastguard Agency (MCA),  Training & Certification Guidance: UK Requirements For Electro-technical Officers (PDF)..